# Wodzierady
Wodzierady is een dorp in het Poolse woiwodschap Łódź, in het district Łaski. De plaats maakt deel uit van de gemeente Wodzierady.